# Правительство Лейга
Правительство Ле́йга — кабинет министров, правивший Францией 105 дней с 24 сентября 1920 года по 7 января 1921 года, в период Третьей французской республики, в следующем составе:
- Жорж Лейг — председатель Совета министров и министр иностранных дел;
- Андре Лефевр — военный министр;
- Теодор Стег — министр внутренних дел;
- Фредерик Франсуа-Марсаль — министр финансов;
- Поль Журдэн — министр труда;
- Гюстав Л’Опитё — министр юстиции;
- Адольф Ландри — морской министр;
- Андре Оннора — министр общественного развития и искусств;
- Андре Мажино — министр военных пенсий, предоставлений и пособий;
- Жозеф Рикар — министр сельского хозяйства;
- Альбер Сарро — министр колоний;
- Ив Ле Троккер — министр общественных работ;
- Огюст Исаак — министр торговли и промышленности;
- Эмиль Ожье — министр освобожденных областей.

Изменения
- 16 декабря 1920 — Фламиниус Рэберти наследует Лефевру как военный министр.